# Широкундиське сільське поселення
Ши́рокунди́ське сільське поселення (рос. Широкундышское сельское поселение) — муніципальне утворення у складі Кілемарського району Марій Ел, Росія. Адміністративний центр — присілок Широкундиш.

## Історія
Станом на 2002 рік існувала Широкундиська сільська рада (село Актаюж, присілки Великий Кундиш, Водозер'є, Марі-Тойдаково, Некрасово, Новоселово, Петропавлово, Трьохріч'є, Широкундиш, селище Цінглок). Пізніше присілки Великий Кундиш та Водозер'є були передані до складу Кілемарського міського поселення.

## Населення
Населення — 746 осіб (2019, 800 у 2010, 791 у 2002).

## Склад
До складу поселення входять такі населені пункти:
| Населений пункт          | Населення, осіб (2002) | Населення, осіб (2010) |
| ------------------------ | ---------------------- | ---------------------- |
| Актаюж, село             | 222                    | 231                    |
| Марі-Тойдаково, присілок | 32                     | 29                     |
| Некрасово, присілок      | 31                     | 24                     |
| Новоселово, присілок     | 0                      | -                      |
| Петропавлово, присілок   | 12                     | 5                      |
| Трьохріч'є, присілок     | 89                     | 110                    |
| Цінглок, селище          | 25                     | 4                      |
| Широкундиш, присілок     | 380                    | 397                    |